# Jules Tytgat
Jules Tytgat (Gent, 23 september 1889) was een Belgische ingenieur-architect gespecialiseerd in beton- en industriële bouwwerken. 

## Loopbaan
Tytgat was zaakvoerder van het studiebureau ferro-béton, het bureau was eerst gevestigd bij het woonhuis van Tytgat aan de Muinkdreef in Gent, maar was later actief in de Zonnestraat. Daarnaast gaf hij zeker al voor 1916 les in de beroepsschool Nicaise, hij doceerde er een cursus over gewapend beton. Vanaf het schooljaar 1916/1917 gaf hij diezelfde lessenreeks ook in de Gentse Academie voor Schone Kunsten. 
Hij deed betonstudies voor verschillende architecten. In 1924 werkte hij samen met Luc en Jozef Viérin aan de parochiekerk van Brielen, een jaar later ging hij in zee met het bouwbedrijf Serck voor de bouw van de Ford-Garage aan het Sint-Michielsplein in Gent. Tytgat is ook verantwoordelijk voor het ontwerp van twee Gentse spinnerijen, Baertsoen en Buysse, gelegen aan de Nieuwevaart en opgetrokken in 1927 en Dierman aan de Ham in 1928. Voor deze ontwerpen maakte Tytgat gebruik van een skelet in beton en moderniseerde zo het Manchester-type.

## Privéleven
Op 28 maart 1914 trad Tytgat in het huwelijk met Martha Janssens in Gent. De broer van Jules Tytgat, Emillius (Gent, 24 april 1881 - 11 juni 1934) was ook actief als ingenieur, evenals diens zoon Pierre. 